# Чапала
Чапа́ла (исп. Lago de Chapala) — крупнейшее в Мексике пресноводное озеро. Площадь озера — 1112 км² (по другим данным — 1038 км²). Средняя глубина озера около 7 метров, максимальная — 33 метра (по другим данным — 9 метров, 13 метров). Лежит на высоте 1524 метра над уровнем моря. Объём озера — 8,148 км³. Протяжённость озера с запада на восток — 80 км, с севера на юг — 18 км. Площадь водосборного бассейна — 48 224 км².

## География
Находится в 40 км на юго-восток от Гвадалахары, в южной части Мексиканского нагорья Центральная Меса, между горной системой Западная Сьерра-Мадре и Поперечной Вулканической Сьеррой, расположено на границе штатов Халиско и Мичоакан.
Возраст озера был установлен с помощью углеродного анализа 14 образцов древесины, найденных в донных отложениях. Исследования показали, что возраст озера составляет около 38000 лет. Согласно исследованиям, оно образовалось в период позднего плейстоцена, геологической эпохи, которая охватывала временной отрезок от 1000000 до 25000 лет назад.
Берега озера сложены базальтами, риолитами и андезитами вулканического происхождения.

## Описание
В озеро впадают реки Лерма (самая длинная из рек, полностью протекающих по мексиканской территории), Ла-Пасьон и др. Единственная вытекающая из озера река — Рио-Гранде-де-Сантьяго. Сведения о глубине озера противоречивы: средняя — 7 м; от 4 до 7 м.
В бассейне озера и Рио-Гранде-де-Сантьяго проживает 15,6 % населения Мексики.

## Фауна
Озеро Чапала привлекает большое количество разнообразных птиц, как местных видов, таких как розовый пеликан, так и перелётных, в том числе американского белого пеликана. С 1982 по 1995 год на озере биологи зарегистрировали 153 вида птиц. Из них 54 вида обитают в его окрестностях постоянно, а 50 % зарегистрированных пернатых являются миграционными видами. Озеро имеет большое значение для размножения разных видов цапли, обитающей на озере круглый год, и в то же время является местом зимовки водных мигрантов, таких как ржанкообразные и утки.

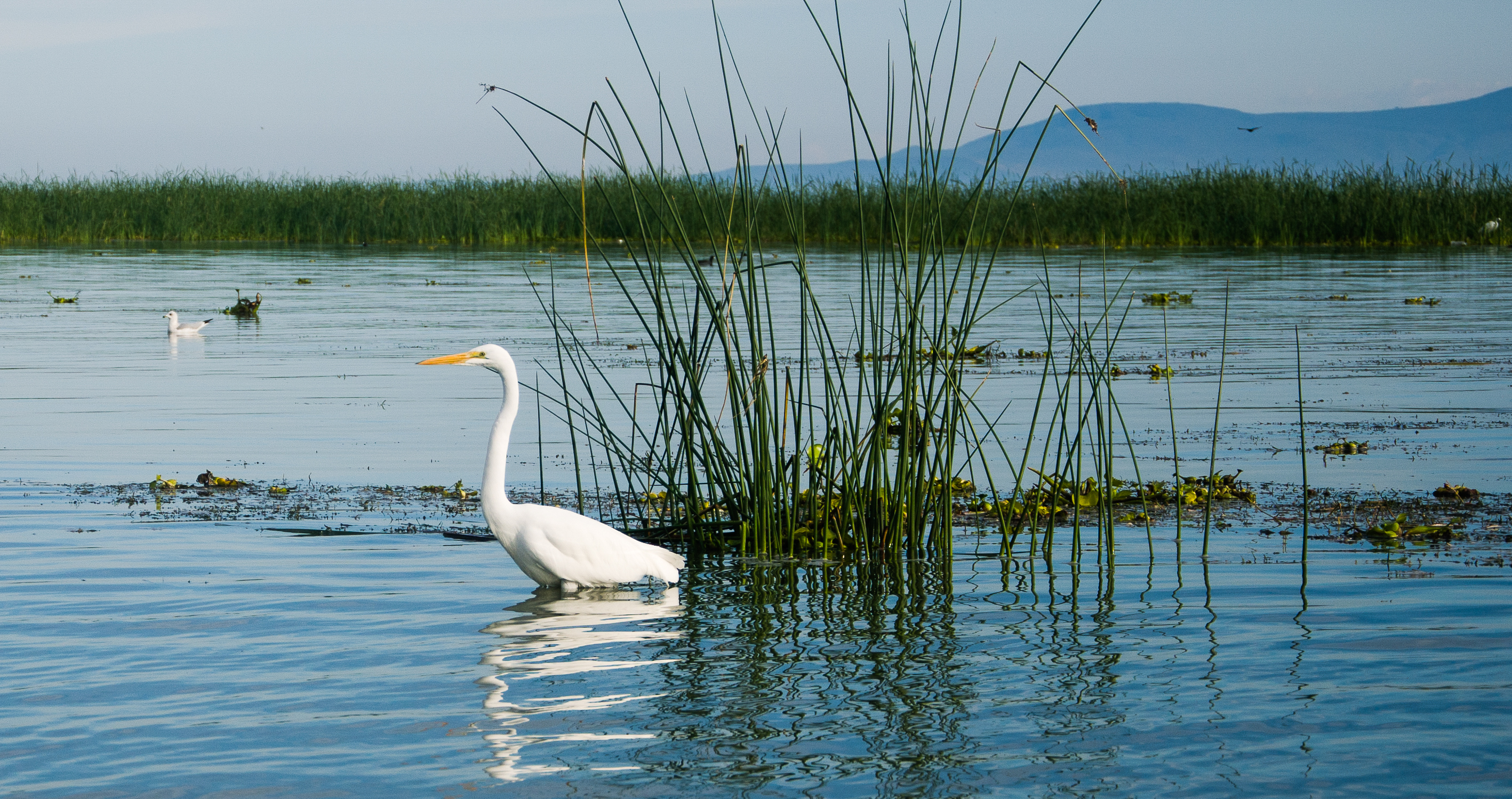
Озеро Чапала
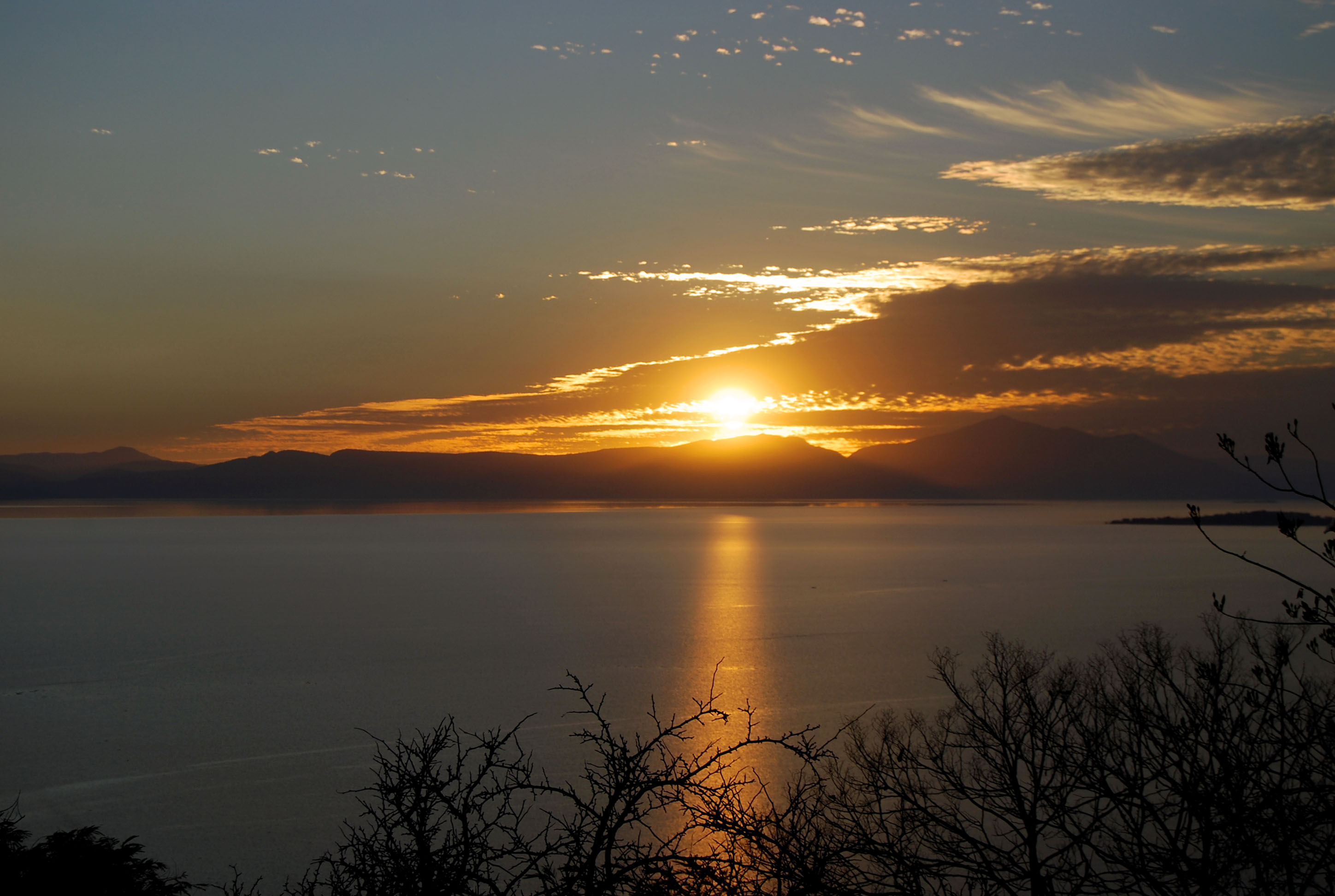
Закат на озере Чапала.
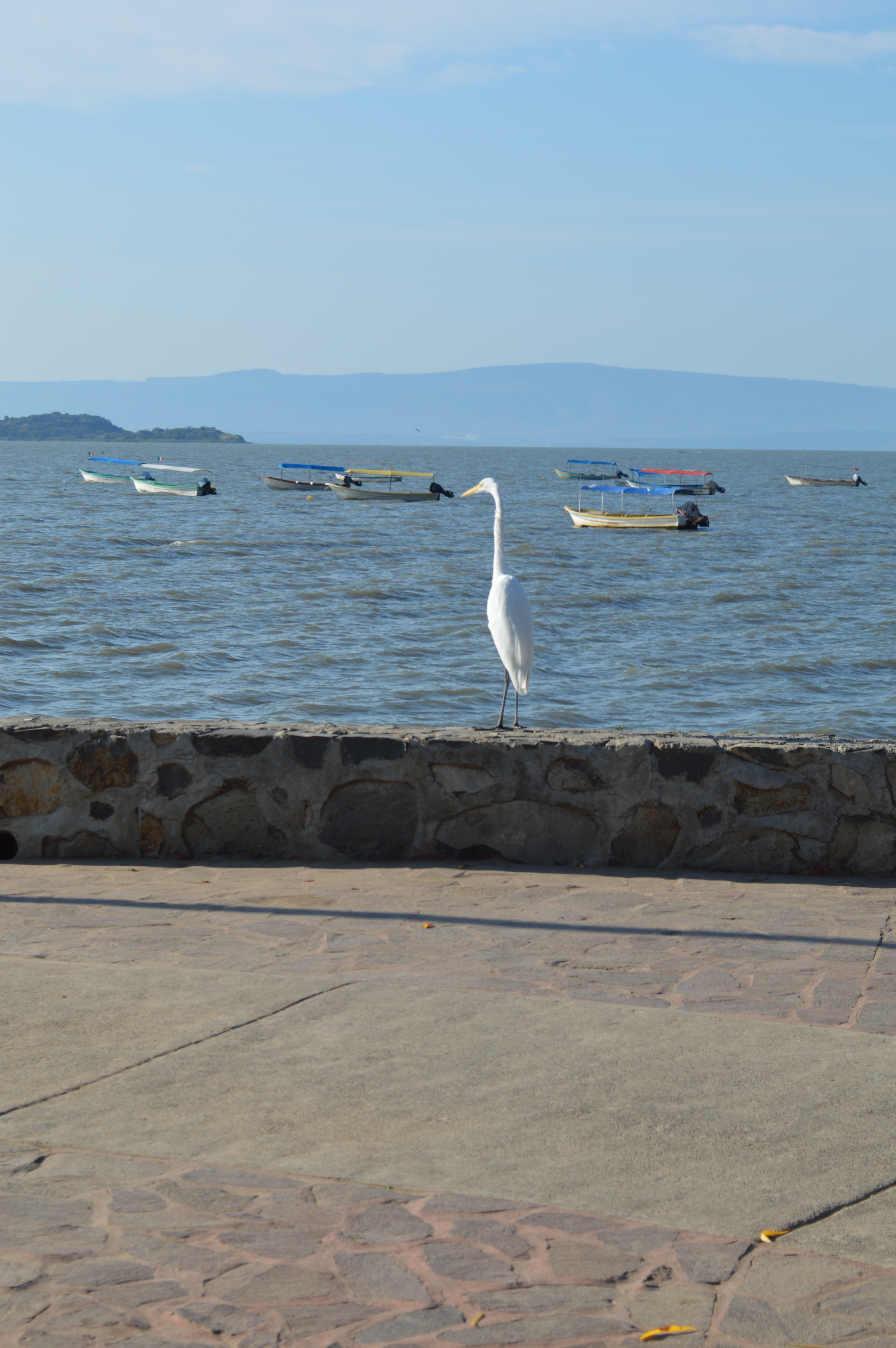
Цапля на озере.
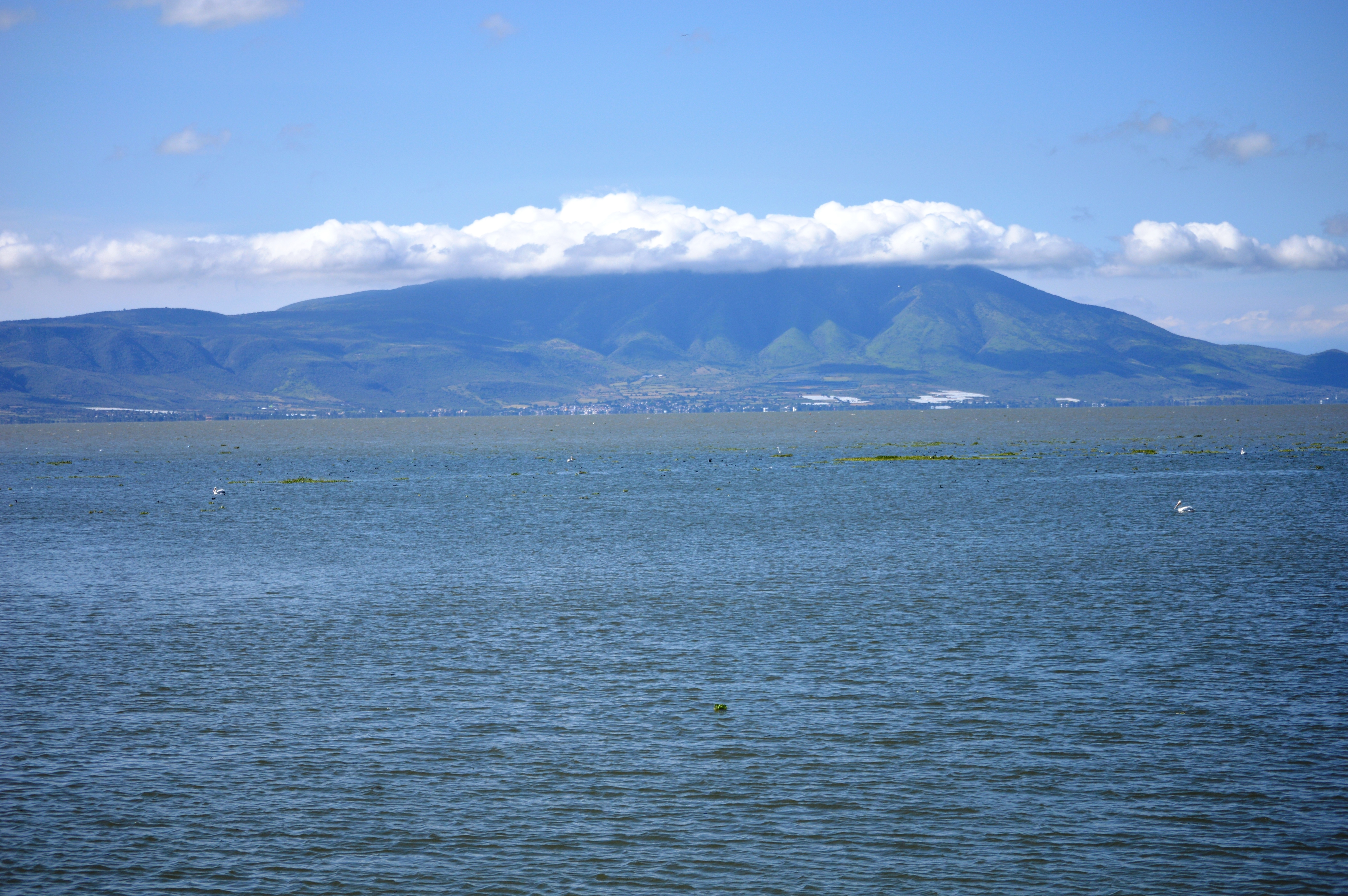
Озеро в ясную погоду.
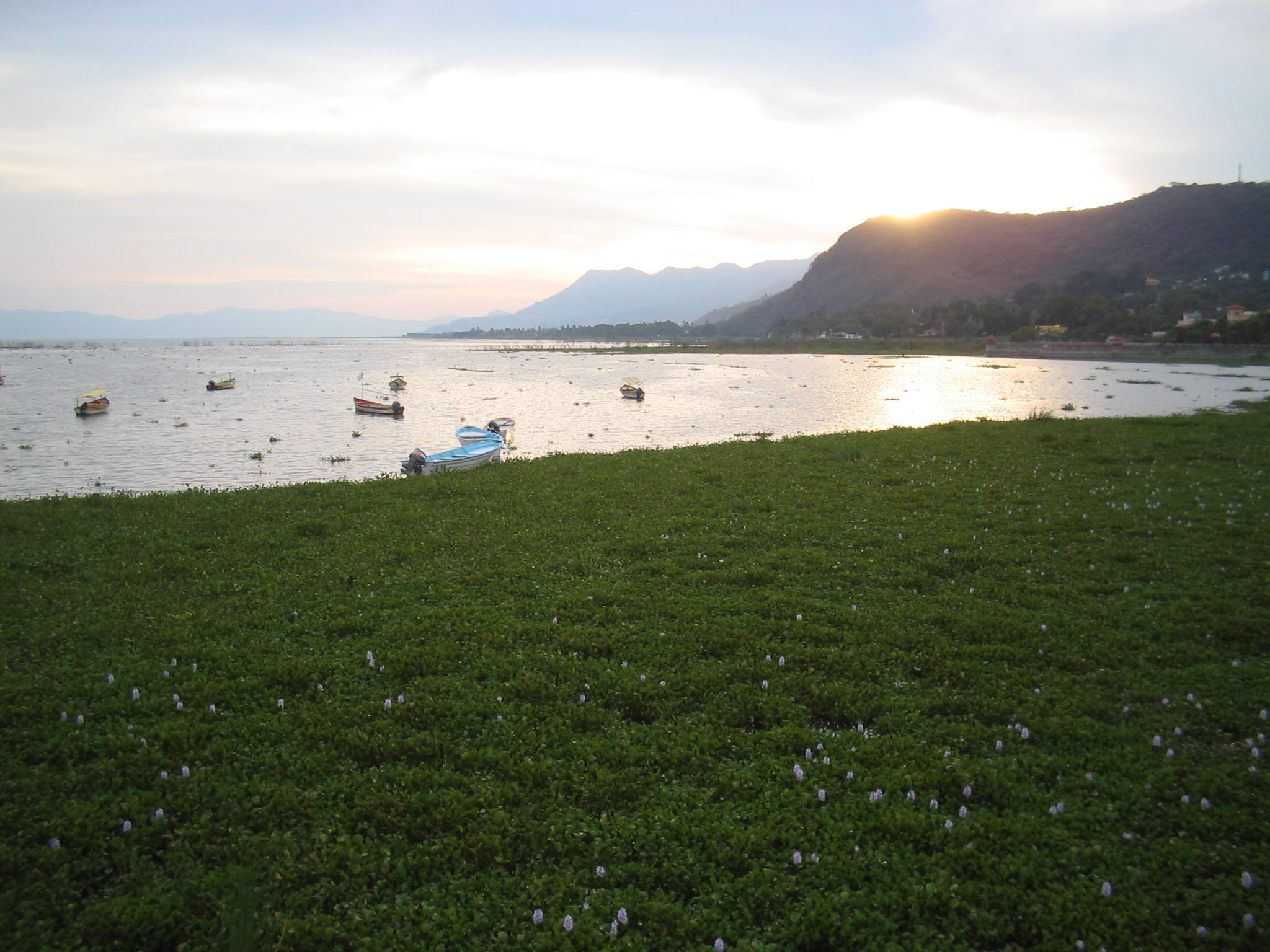

## Экологические проблемы
В 2009 году озеро Чапала было внесено в Список водно-болотных угодий международного значения в рамках Рамсарской конвенции.
Озеро является основным источником питьевой воды города Гвадалахары: 60 % воды, поступающей в город, идёт из Чапалы. По данным исследований, в бассейновом округе Лерма — Чапала — Сантьяго обнаружены значительные последствия вмешательства человека в природный водооборот, что повлияло на гидрологический цикл системы и, как следствие, снизило ежегодный объём поступающей в озеро воды. Кроме того, на уровень воды в озере повлияли климатические условия — несколько периодов засухи высокой интенсивности. Дефицит воды в озере составляет около 1,7 км³. Исследование 2016 года отнесло озеро к разряду щелочных олиготрофных озёр из-за большого количества гидрофитов — растений вида эйхорния отличная (водяной гиацинт).
Из-за чрезмерной эксплуатации водных ресурсов озера, вырубки лесов на его берегах существует угроза снижения уровня и качества воды в Чапале, что связано также с попаданием в него сточных вод из городских дренажных систем, с увеличением количества отходов сельского хозяйства и животноводства, поступающих из близлежащих районов.
Участившиеся в последнее время ураганы изменили ситуацию: в октябре 2018 года уровень воды в озере, по данным Института астрономии и метеорологии (IAM) Университета Гвадалахары (UdeG), впервые за 18 лет показал увеличение общего объёма на 81 %.

## Этимология
По существующим версиям, название Чапала может происходить от науатльского «место маленьких ваз или горшков», «место кузнечиков над водой» или из слова языка кока, обозначающего «мокрое место».

## Значение озера
Озеро занимает важную нишу в экономике и культуре страны, так как является источником пресной воды для большого города, приносит доход многочисленным рыбакам, выступает в качестве популярного туристического объекта и является историческим памятником природы.
С 2013 года муниципальные и правительственные организации, экологи и активисты, НПО и общественные деятели проводят различные мероприятия, с тем чтобы международный Комитет рассмотрел вопрос о включении Чапалы в список Всемирного наследия ЮНЕСКО по целому ряду оснований:
- это крупнейшее природное пресное озеро Мексики и место обитания эндемичных представителей фауны;
- озеро имеет культурное и историческое значение; так, расположенный среди его вод остров Скорпион является сакральным местом для коренного народа — индейцев уичоль[17];
- Чапала играет важную роль в экономике страны как туристический объект;
- с названием озера Чапала связаны литературные и художественные персонажи[18].